# Roger Chatelain
Roger Chatelain (Niort, 14 februari 1913 - aldaar, 7 januari 1997) was een Frans politicus.

## Biografie

### Achtergrond, opleiding en vroege carrière
Chatelain werd geboren te Niort in het departement Deux-Sèvres. Hij stamde uit een typisch middenklassengezin: zijn vader en grootvader waren apotheker. Ook zelf oefende hij dit beroep uit in zijn geboorteplaats. In zijn jeugd was hij zeer actief voor de Ligue de la Jeune République (Liga van de Jonge Republiek), een progressief rooms-katholieke beweging die streefde naar wereldwijde vrede en sociale vernieuwing en zich verzette tegen de dictaturen in de wereld.

### Verzetsleider
Chatelain was tijdens de Tweede Wereldoorlog actief binnen het verzet. Hij was lid van de verzetsbeweging Libération Nord en daarna voorzitter van de afdeling Deux-Sèvres van de Mouvement de Libération Nationale (MLN). Na de bevrijding werd hij lid van de gemeenteraad van Niort (1944, herkozen in 1953). In 1945 werd hij gekozen in de Conseil Général (Generale Raad) van Frontenay-Rohan-Rohan. Daarnaast was hij voorzitter van de UDSR, daarna van de Rassemblement des Gauches Républicaines (RGR, Groepering van Linkse Republikeinen) in het departement Deux-Sèvres.
Chatelain bekleedde daarnaast tal van regionale functies: vicevoorzitter van de Marais Poitevin, voorzitter van het Comité voor Commerciële Activiteiten in Niort, voorzitter van Crédit Immobilier en van de Woningbouwvereniging van Deux-Sèvres en het Comité voor Volkshuisvesting van Niort.

### Afgevaardigde
Chatelain steunde het beleid van premier Pierre Mendès France en sloot zich in 1955 aan bij de Parti Radical-Socialiste (PRS, Radicaal-Socialistische Partij) en werd secretaris-generaal van die partij in Deux-Sèvres. Bij de parlementsverkiezingen van 1956 werd hij voor de PRS in de Franse Nationale Vergadering (Assemblée Nationale Français) gekozen. Hij steunde het beleid van premier Guy Mollet (1956-1957), maar weigerde dat van diens opvolgers Maurice Bourgès-Maunoury (1957) en Félix Gaillard (1957-1958) te steunen. In 1958 weigerde hij zijn steun aan generaal De Gaulle in het parlement. In hetzelfde jaar werd hij niet herkozen als parlementslid. Hij keerde in maart 1977 terug als gemeenteraadslid van Noiret en bleef conseiller général van Frontenay-Rohan-Rohan (laatste keer herkozen in maart 1982).